# Loricosaurus
Loricosaurus („ještěr s brněním“) byl rod sauropodního dinosaura ze skupiny Titanosauria a čeledi Saltasauridae, který žil v období svrchní křídy (geologický věk kampán až maastricht) na území dnešní Argentiny (provincie Neuquén, Patagonie).

## Historie
Fosilie lorikosaura byly objeveny v sedimentech souvrství Allen o stáří kolem 71 milionů let. Na základě osteodermů (zkostnatělých kožních destiček) jej formálně popsal a pojmenoval německý paleontolog Friedrich von Huene v roce 1929. Von Huene se domníval, že se jedná o jakéhosi ankylosaura, dnes už však víme, že hřbetní "pancíř" měli také někteří titanosaurní sauropodi. V současnosti převažuje názor, že L. scutatus ve skutečnosti patří do rodu Neuquensaurus, případně pak Saltasaurus.